# Puerto Rico (jeu)
Pour les articles homonymes, voir Puerto Rico (homonymie).
Puerto Rico est un jeu de société créé par Andreas Seyfarth et illustré par Franz Vohwinkel, et édité d'abord par Alea en allemand puis par Tilsit Éditions en version française, puis Filosofia après la cessation d'activité de Tilsit.
Pour 2 à 5 joueurs (6 en option), à partir de 12 ans pour des parties pouvant varier de 90 à 150 minutes.

## Principe général
Chaque joueur contrôle une colonie, représentée par son mini-plateau de jeu personnel.
Un tour de jeu se déroule de la manière suivante :
- Un joueur est désigné Gouverneur et commence le tour. Le Gouverneur est « tournant », c'est-à-dire qu'il passe d'un joueur au suivant, dans l'ordre chronologique, au début de chaque nouveau tour.
- Le Gouverneur choisit un rôle parmi les sept différents proposés. Ce rôle permet de faire une action spécifique (par exemple le Bâtisseur permet de construire un bâtiment), et il donne un privilège à celui qui le choisit (le Bâtisseur réduit d'un doublon - la monnaie locale - le coût des bâtiments).
- Chacun des autres joueurs effectue l'action du rôle choisi par le Gouverneur, mais il ne bénéficie évidemment pas du privilège.
- Ces deux dernières étapes sont reproduites pour chacun des joueurs à son tour, sachant que le rôle joué est retiré de la pile : les joueurs suivants ont donc moins de choix...

- A la fin du tour, on place un doublon sur chaque rôle inutilisé et on remet en jeu les rôles utilisés. Le Gouverneur est passé au joueur suivant et c'est reparti pour un tour !

## Règle du jeu

### But du jeu
Le but du jeu est d'avoir le plus de points de victoire (PV) à la fin de la partie.
Il y a trois façons d'obtenir des points de victoire :
- Exporter ses tonneaux de marchandises pendant la partie.
- Construire des bâtiments, car chacun possède une valeur en PV et ces valeurs sont comptabilisés à la fin de partie.
- Construire et activer les grands bâtiments violets, car ils rapportent dans ce cas des bonus de PV en fin de partie (par exemple, selon le nombre de plantations construites, de colons accueillis, de doublons possédés, voire de PV recueillis).

### Déroulement
Durant la partie, chaque joueur pourra construire des bâtiments pour agrandir sa colonie, installer des plantations pour la rendre productive, gérer ses colons pour faire fonctionner les bâtiments et les plantations, vendre ses productions ou les exporter.
Ainsi, les joueurs font pousser diverses cultures (maïs, indigo, sucre, tabac, café) et les transforment en marchandises dans leurs bâtiments de production (teinturerie, raffinerie, séchoir, brûlerie). Ces marchandises peuvent ensuite être vendues dans la maison du commerce pour recevoir des doublons, ou bien elles peuvent être chargées sur plusieurs navires pour gagner des points de victoire. Les doublons peuvent enfin être dépensés pour acheter de nouveaux bâtiments, et alors permettre aux joueurs de faire pousser de nouvelles cultures ou leur donner d'autres capacités (bâtiments spéciaux). Les bâtiments et les plantations ne fonctionnent que s'ils sont occupés par des colons.
Les rôles disponibles (à la dénomination variable selon l'édition du jeu) sont les suivants :
- Le Maire (ou Intendant), qui permet d'accueillir de nouveaux colons pour augmenter la population des colonies.
- Le Paysan, qui permet au joueur d'installer de nouvelles plantations sur sa colonie.
- Le Bâtisseur (ou Maçon), qui permet au joueur de construire de nouveaux bâtiments sur sa colonie.
- Le Producteur (ou Artisan ou Contremaître), qui permet au joueur de manufacturer sa production pour la rendre exportable.
- L'Armateur (ou Capitaine), qui permet au joueur d'exporter ses marchandises et de gagner des points de victoire.
- Le Marchand, qui permet au joueur de vendre ses marchandises au marché contre des doublons.
- Le Chercheur d'or (ou Prospecteur), qui permet simplement de gagner des doublons.

### Fin de partie et vainqueur
La partie prend fin quand :
1. Le Maire est sélectionné et il n'y a plus de colons disponibles pour remplir le navire des colons.
2. Le Capitaine est sélectionné et il n'y a plus de points de victoire pour donner à un joueur.
3. Le Bâtisseur est sélectionné et au moins l'un des joueurs n'a plus d'espace libre dans sa colonie.

Dans chaque cas, les joueurs finissent le tour en cours avant que le jeu ne prenne fin. Le gagnant est celui qui a cumulé le plus de points de victoire.

## Récompenses
| - Deutscher Spiele Preis 2002                                             | - Essener Feder 2002                                   |
| - Japan Boardgame Prize meilleur jeu étranger pour joueurs confirmés 2002 | - Schweizer Spielepreis meilleur jeu de stratégie 2002 |
| - Nederlandse Spellenprijs 2003                                           | - International Gamers Awards multijoueur 2003         |